# Will Tschech
Will Tschech, auch Willi Tschech (* 30. August 1891 in Düsseldorf; † 18. Januar 1975 ebenda), war ein deutscher Landschafts-, Genre-, Porträt- und Stilllebenmaler der Düsseldorfer Schule, Zeichner und Restaurator.

## Leben
Tschech besuchte ab 1907 zunächst die Kunstgewerbeschule Düsseldorf, ehe er 1915 an die Kunstakademie Düsseldorf wechselte, wo er bis 1918 unter Eugen Dücker und August Deusser studierte. In den 1920er Jahren war er Mitglied der Kunstströmungen Das Junge Rheinland und Rheinische Sezession. 
1937 wurden in der NS-Aktion „Entartete Kunst“ aus der Kunstsammlung der Stadt Düsseldorf sein Ölgemälde „An den Wassern“ (um 1919) und sein Aquarell „Drei Stierkämpfer im Wagen“ beschlagnahmt und anschließend zerstört.
Danach konnte er aber von 1939 bis 1944 auf allen Großen Deutschen Kunstausstellungen ausstellen. Seine Bilder entsprachen der nationalsozialistischen Ideologie und fanden das Wohlwollen führender Nationalsozialisten. Er zeigte u. a. martialische Kriegsbilder, so 1940 „Kameraden“, erworben vom NSDAP-Arbeitsbereich Generalgouvernement Krakau, 1942 „Kampfgeist“, erworben von der Stadt Bitterfeld und 1965 an das heutige Kunstmuseum Moritzburg Halle (Saale) übereignet, 1943 „Grenadiere“, für 12.000 RM vom Armeemuseum Dresden für 12 000 RM erworben, und 1944 „SS-Gebirgsjäger“. 1939 erwarben Hitler „Winter in der Altstadt Düsseldorf“ und das Luftgaukommando III „Götz von Berlichingen“. Er war 1944 auch in der Ausstellung Deutsche Künstler und die SS vertreten.
Von 1956 bis 1975 war er Mitglied des Künstlervereins Malkasten. Er unternahm Reisen nach Österreich, in die Schweiz, nach Italien, Belgien, in die Niederlande, nach Spanien, Ungarn, Frankreich und Afrika.

## Ausstellungen
- 1937: Große Kunstausstellung Düsseldorf, Kunsthalle Düsseldorf
- 1937: 105. Große Frühjahrsausstellung, Künstlerhaus Hannover
- 1939, 1941: Herbstausstellung Düsseldorfer Künstler, Kunsthalle Düsseldorf
- 1940, 1942: Frühjahrsausstellung Düsseldorf, Kunsthalle Düsseldorf
- 1940: „Kunstausstellung für Soldaten. Zeitgenössische Künstler stellen aus“
- 1940: Rheinische Kunstausstellung Berlin, Schloss Schönhausen, Berlin
- 1940: „Deutsche Aquarellisten der Gegenwart II“, Städtische Kunsthalle Mannheim
- 1942: Winterausstellung Düsseldorfer Künstler, Kunsthalle Düsseldorf
- 1942: „Der Rhein und das Reich“, Herzog-Anton-Ulrich-Museum, Braunschweig
- 1942: „Norddeutsche Aquarelle und Kleinplastik“, Kunstverein Hamburg
- 1944: „Deutsche Künstler und die SS“, Breslau